# Neal Byrne
Neal Byrne (Dublín, 15 de junio de 1976) es un deportista irlandés que compitió en remo. Ganó dos medallas de bronce en el Campeonato Mundial de Remo, en los años 1997 y 1999, ambas en la prueba de cuatro scull ligero.

## Palmarés internacional
| Campeonato Mundial | Campeonato Mundial      | Campeonato Mundial | Campeonato Mundial  |
| Año                | Lugar                   | Medalla            | Prueba              |
| ------------------ | ----------------------- | ------------------ | ------------------- |
| 1997               | Aiguebelette (Francia)  | Medalla de bronce  | Cuatro scull ligero |
| 1999               | St. Catharines (Canadá) | Medalla de bronce  | Cuatro scull ligero |